# Joiz Germany

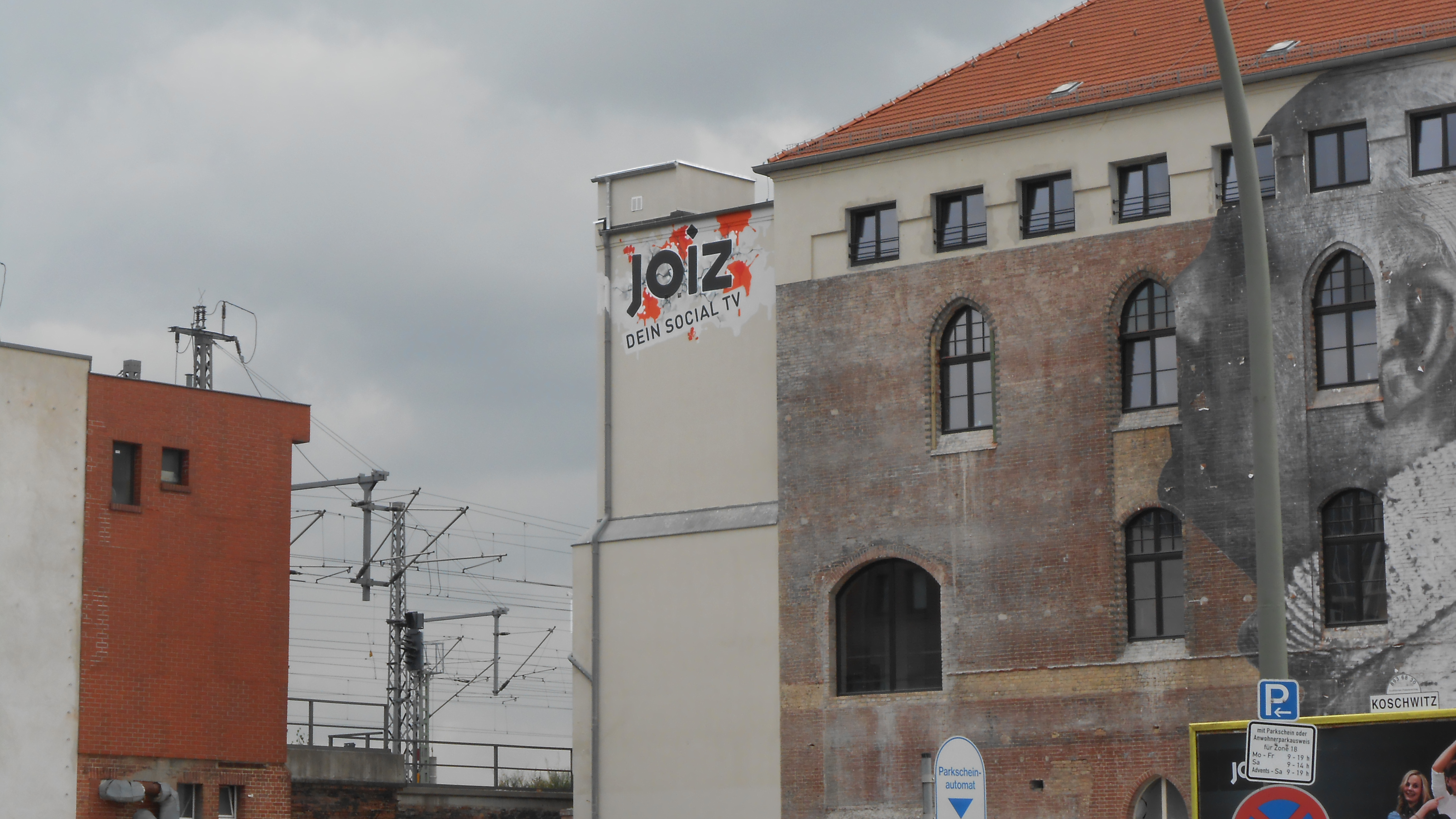
Das joiz-Büro im Postbahnhof am Ostbahnhof in Berlin

Bildschirmlogo

Joiz Germany (eigene Schreibweise: joiz Germany; Wortspiel aus englisch joy ‚Freude‘ und choice ‚Wahl‘) war ein privater deutscher Ableger des Schweizer Fernsehsenders Joiz, der sich an ein jüngeres Zielpublikum richtete. Sitz des Fernsehsenders war Berlin-Friedrichshain. Der Sender ging am 5. August 2013 um 17 Uhr auf Sendung und finanzierte sich vor allem durch Werbung. Die Sendungen konnten über Chat, Skype und Facebook vom Fernsehpublikum mitgestaltet werden. Der Sender ist von der Medienanstalt Berlin-Brandenburg (mabb) als bundesweites Fernsehvollprogramm mit den Programmschwerpunkten Musik, Information, Bildung, Beratung und Unterhaltung genehmigt worden. Umgesetzt wurde das demnach durch den „Social-Fernsehsender“ u. a. mit interaktiven internetbasierenden Sendeformaten.
Am 16. September 2016 wurde Joiz eingestellt und beendete sein Programm mit einer zweistündigen Abschiedsshow namens „Leaving Room“. Der Sendebetrieb per Livestream und IPTV wurde mit Wiederholungen aufrechterhalten, ist dort aber inzwischen ebenso nicht mehr zu sehen.

## Geschichte

### Sendestart bis Dezember 2014
Am 28. Januar 2013 gab der Schweizer Sender Joiz bekannt, dass er nach Deutschland expandieren wird. Sendestart sei Sommer 2013. Vom 4. bis 15. März 2013 fanden in ganz Deutschland Moderatoren-Castings statt.
Vom 21. März bis 1. April 2013 konnten die Hörer auf der Homepage von Joiz für ihre Lieblingsmoderatoren abstimmen. Gewinner des Zuschauervotings war Maurice Gajda (Living Room). Er wurde somit Moderator bei Joiz Germany. Mitte Mai 2013 wurden noch die restlichen sechs Moderatoren für den deutschen Ableger benannt. Dazu gehörte auch Alexandra Maurer, die bereits seit Sendestart bei Joiz (Schweiz) moderierte.
Am 11. Juni 2013 bekam Joiz von der Kommission für Zulassung und Aufsicht (ZAK) die Zulassung für eine bundesweite Ausstrahlung. Die Lizenz stellte die Medienanstalt Berlin-Brandenburg aus. Als Sendestarttermin wurde daraufhin der 5. August 2013 bekannt gegeben.
Ende März 2014 startete die erste Imagekampagne des Senders unter dem Claim: „Mach Mich An – Hier läuft nichts ohne dich!“. Seit April 2014 wies der Sender seine Zuschauerzahlen aus. Ab dem 15. Oktober 2014 war Joiz Germany auch via A1 Telekom Austria-IPTV in Österreich empfangbar.

### Insolvenz in Eigenverwaltung
Am 16. Dezember 2014 wurde bekannt, dass die Joiz GmbH, welche ausschließlich den deutschen Joiz-Ableger betreibt, Insolvenz angemeldet hat. Der Sender hat daraufhin einen Antrag auf Sanierung zur Weiterführung des Unternehmens in Eigenverwaltung gestellt und will die Verbreitung über herkömmliche Distributionswege einstellen und sich ausschließlich als Web-Sender positionieren. Als Gründe für die Finanzlage des Senders werden einerseits die hohen Distributions- und Personalkosten und andererseits die geringen Fernsehwerbeeinnahmen genannt. Für das Scheitern machte das Unternehmen auch die Methoden der Quotenmessung der AGF/GfK verantwortlich.
Infolge der Insolvenz wurde zunächst die Verbreitung im Netz von Kabel Deutschland zum 1. Februar 2015 beendet.

### Fortbestehen und Beteiligungen
Seit Mitte Februar 2015 ist die Produktion der ursprünglichen Sendeformate, wie z. B. Living Room, noiz, joiZone und Cut eingestellt. Der Sender strahlt seitdem hauptsächlich die täglichen Sendungen Check-In und Live & Direkt aus, welche die abgesetzten Formate inhaltlich zusammenführen und ersetzen sollen.
Ende Februar 2015 wurde bekannt, dass der Geschäftsführer Carsten Kollmus das Unternehmen verlässt und Alexander Mazzara den Sender alleine weiterführen wird. Auch mussten etliche Mitarbeiter den Sender verlassen, darunter auch die Moderatorin Antonia Scheurlen.
Zum 1. Mai 2015 wurde die Verbreitung über das Kabelnetz und Satellit weitestgehend eingestellt.
Ende Mai 2015 gab der Sender bekannt, dass das Medienhaus M. DuMont Schauberg sich mit 20 % an der Gesellschaft beteiligt und die Sanierung des Unternehmens weitestgehend abgeschlossen sei. Außerdem wurde Britta Schewe als neue Geschäftsführerin neben Alexander Mazzara bestellt. Im Juni 2015 hat das Amtsgericht Berlin-Charlottenburg das Insolvenzverfahren aufgehoben.
Anfang Juli 2015 wechselte Nicole „Nic“ Krüger von Radio Energy Berlin zu Joiz. Zuvor moderierte sie mit Kevin Klose am 14. Oktober 2014 wegen eines Tauschtages die Sendung Noiz.
Am 27. Juli 2015 wurde bekannt, dass Martin Tietjen und Melissa Khalaj den Jugendsender Joiz verlassen. Tietjen beendete zum 31. Juli sein Arrangement und wechselte zu Sat.1, während Khalaj den Sender zum 7. August verlässt und als freie Moderatorin arbeitet. Am 3. September 2015 gab Julia Krüger bekannt, dass sie Joiz zum 25. September verlässt und zu RTL II wechseln wird.
Ebenfalls von Radio Energy Berlin wechselte Franziska „Franzi“ Knappe Ende Oktober 2015 zu Joiz. Kurz danach wechselte Stefanie Langer Anfang November von der AIDA zu Joiz.
Zum 17. Mai 2016 wurde das Programm wieder auf eine lineare Schiene umgestellt.

### Einstellung des Senders
Anfang September 2016 übernahm der Berliner Immobilienbesitzer Uwe Fabich 80 % der Gesellschaft. Britta Schewe sowie einige weitere Mitarbeiter wurden gekündigt. Auf Grund der neuen Pläne von Fabich ist der Sender in der bis dato produzierten und ausgestrahlten Form am 16. September 2016 eingestellt worden und soll durch einen Musiksender Ende 2016 ersetzt werden. Ob dieser den Namen Joiz beibehält, war ungewiss. Zudem ist das Studio von Postbahnhof am Ostbahnhof zum Funkhaus Nalepastraße in Berlin-Oberschöneweide verlegt worden.
Am Freitag, dem 9. September 2016, äußerten die Moderatoren in der Sendung Allgemeine Zentrale zum Thema „Die subtilste Sendung der Welt“ Kritik an den Plänen von Uwe Fabich. Besonders kritisierten sie den Abtransport von Möbeln und Büroutensilien während des laufenden Sendebetriebs und die Pläne, Joiz zu einem Musiksender umzuwandeln.
Am 14. September 2016 wurde bekannt, dass der derzeitige Investor Joiz in seiner bisherigen Form zum 16. September 2016 einstellen wird, was letztendlich mit einer zweistündigen Abschiedsshow live geschehen ist. Der Sender sollte mit einem anderen Konzept unter neuem Namen und teils ohne die ehemalige Besetzung Ende 2016 wieder starten.
Ab dem 20. September 2016 wurde der Sender aufgrund der Sendereinstellung nicht mehr in das Kabelnetz von Unitymedia eingespeist.
Am 11. Oktober 2016 meldete die Joiz GmbH beim Amtsgericht Charlottenburg erneut Insolvenz an. Als Insolvenzverwalter wurde Christian Otto berufen. Zwei Tage später kam die Bestätigung, dass der Verkauf des 80-prozentigen Anteils der Joiz GmbH an Uwe Fabich für ungültig erklärt wurde und der Verkauf somit gescheitert sei. Die weitere Zukunft des Senders ist ungewiss. Alle Mitarbeiter wurden entlassen. Inzwischen steht auch die Website des Senders zum Verkauf.

## Empfang
Joiz war zuletzt noch über den Livestream, sowie als IPTV-Stream bei Telekom Entertain und Vodafone TV zu empfangen. Hinzu kamen die Internetplattformen Magine TV und Zattoo.
Zudem konnte man den Sender auf diversen Mobile Apps für Apple iOS und Android empfangen.
Joiz hatte außerdem ein mehrstündiges Programmfenster bei TV Berlin. Ab 12. Oktober 2015 ist Joiz auch als Programmfenster bei Anixe in den Nachtstunden von 3:00 Uhr bis 05:30 Uhr, sowie ab 1. April 2016 von 2:30 Uhr bis 6:00 Uhr bei Anixe HD Serie zu empfangen.

## Sendungen

### Ehemalige Sendungen
- All in  1) – Sendung, die aus einem 30-minütigen Interview mit einem Künstler besteht. Produziert vom Schweizer Schwestersender
- Brain+Buddy – Gameshow; moderiert von Antonia „Toni“ Scheurlen
- #BraSila – Talkshow zur Fußball-Weltmeisterschaft 2014; moderiert von Sıla Şahin
- Circle Pit – Musikvideos aus dem Rock-Bereich; moderiert von Nicole Krüger
- Cut – Film- und Serienmagazin; live moderiert von Kevin Klose und Marc Ries (früher mit Julia Krüger)
- Darlingz – Musiksendung mit Videoclips
- Das erste Mahl – Koch- und Talkshow; moderiert von Marc Ries und Stefanie Langer
- Die allgemeine Zentrale – Comedyshow; live moderiert von Kevin Klose, Marc Ries und Nico Heymer
- Die Kate Kaputto Show – Talkshow; moderiert von Nicole Krüger
- Die Psaiko.Dino-Show – Personality-Show des Künstlers und Musikers Psaiko.Dino; moderiert von ihm selbst
- Follow the DJ – DJ- und Lifestyleshow; moderiert von Daisy Dee
- Flirt Kitchen – Datingshow
- Full Clip – Musikvideos aus dem Hip-Hop-Bereich; moderiert von Arne Lehrke
- Home Run – Plattform für neue Bands aus Deutschland; live moderiert von Maurice Gajda
- Hype  2) – Magazin mit aktuellen Themen, Talk & Musik, live moderiert von Julia Krüger oder Stefanie Langer
- joiz in concert – Musiksendung mit Aufzeichnungen von Konzerten verschiedenen Künstler
- JoizTick Games – Gamingmagazin; live moderiert von Kevin Klose und Sandro Kreitlow
- JoizTick Play – Let’s-Play-Show; moderiert von Kevin Klose und Sandro Kreitlow
- inside joiz – Blick hinter die Kulissen
- joiZone – Ratgebersendung mit gesundheitlichen, beruflichen, sexuellen, digitalen und zwischenmenschlichen Themen; live moderiert von Antonia „Toni“ Scheurlen und Martin Tietjen
- Lassen Sie uns über Mode sprechen – Talksendung mit prominenten Gästen; moderiert von Jan-Henrik Maria Scheper-Stuke
- Live & Direkt – Call-In-Talkshow; live moderiert von Kevin Klose, Maurice Gajda, Franziska Knappe, Nicole Krüger oder Stefanie Langer
- Live at Joiz – Musik- und Talkshow; live moderiert von Kevin Klose, Maurice Gajda, Franziska Knappe, Nicole Krüger oder Stefanie Langer
- Live at Joiz Clips – Zusammenschnitt von Live-Auftritten im Joiz-Studio
- Living Room – Talksendung mit Musikern oder anderen prominenten Gästen; live moderiert von Alexandra Maurer oder Melissa Khalaj
- Metal Attack – Musikvideos aus dem Heavy-Metal-Bereich; moderiert von Kevin Klose
- Noiz – Newsmagazin zu den Themen Musik, Kultur und Szene; moderiert von Julia Krüger & Kevin Klose
- Jung & Naiv – Politik für Desinteressierte – Politiksendung; live moderiert von Tilo Jung
- myJoiz – Sendung mit Musikvideowünschen der Zuschauer oder Moderatoren
- Random – Zusammenschnitt von lustigen Momenten in der Joiz-Geschichte, teils auch extra für die Random-Show gemacht. Ausstrahlung im laufenden Programm und als eigenständige 30-Minuten-Sendung
- SchleFaZ – B-Filme, moderiert von Oliver Kalkofe und Peter Rütten von Tele 5[23]; Kevin Klose (Periscope-Stream in den Werbepausen)
- Schnauze! – Pendant zur Sendung Knack Attack auf Joiz Schweiz; moderiert vom Rapduo Smith & Smart.
- Skins – Hautnah – Britische Sitcom
- The Independent Line – Musikvideos aus dem Independent-Bereich; moderiert von Maurice Gajda
- The Tonight Show – US-amerikanische Late-Night-Show mit Jimmy Fallon, Sendung vom Vortag
- TGIF – Musikvideos zur Einstimmung auf das Wochenende; moderiert von Stefanie Langer
- Wardrobe Challenge – Interaktive Gameshow; moderiert von Alexandra Maurer oder Melissa Khalaj
- X-Plizit – Musikvideos, die im Tagesprogramm ungeeignet sind; moderiert von Maurice Gajda

### Sondersendungen
Zu besonderen Anlässen gab es oft mehrstündige Livesendungen, wie zum Beispiel zum Tag der Deutschen Einheit, zum Musikpreis Echo oder am 16. September 2016 eine zweistündige Abschiedssendung unter dem Namen JOIZevent.
- joiz Spezial – Sondersendung
- joiz Event – Sondersendung

## Moderatoren
| Moderator                   | bei Joiz        | ehemalige Sendung(en)                                                                                                  |
| --------------------------- | --------------- | --- |
| Smith & Smart               | 2013            | Schnauze! |
| Sila Sahin                  | 2014            | #BraSila |
| Daisy Dee                   | 2014            | Follow the DJ |
| Tilo Jung                   | 2013–2014       | Jung & Naiv – Politik für Desinteressierte                                                                             |
| Antonia Scheurlen           | 2013–2015       | Brain+Buddy, joiZone, Living Room                                                                                      |
| Jan-Henrik M. Scheper-Stuke | 2013–2015       | Lassen Sie uns über Mode sprechen                                                                                      |
| Martin Tietjen              | 2013–2015       | Check-In, Coffee & Charts, joiZone, Live & Direkt                                                                      |
| Melissa Khalaj              | 2013–2015       | Check-In, Coffee & Charts, Living Room, Live & Direkt                                                                  |
| Alexandra Maurer            | 2013–2016       | Check-In, Coffee & Charts, Living Room, Live & Direkt, Wardrobe Challenge                                              |
| Maurice Gajda               | 2013–2016       | Check-In, Coffee & Charts, Home Run, Live at Joiz, Live & Direkt, Living Room, The Independent Line, X-Plizit          |
| Nicole Krüger               | 2015–2016       | Check-In, Circle Pit, Die Kate Kaputto Show, Live at Joiz, Live & Direkt                                               |
| Julia Krüger                | 2013–2015; 2016 | Check-In, Cut, Hype, Live & Direkt, Noiz                                                                               |
| Kevin Klose                 | 2013–2016       | Cut, Check-In, Die allgemeine Zentrale, JoizTick Games, JoizTick Play, Live at Joiz, Live & Direkt, Metal Attack, Noiz |
| Franziska Knappe            | 2015–2016       | Check-In, Live at Joiz, Live & Direkt                                                                                  |
| Stefanie Langer             | 2015–2016       | Check-In, Das erste Mahl, Hype, Live at Joiz, Live & Direkt, TGIF                                                      |

Die Redakteure Arne Lehrke, Debora Teichmann, Marc Ries, Nico Heymer, Nicole Valenzuela und Sandro Kreitlow fungierten in einzelnen Shows ebenfalls als Moderatoren bzw. Co-Moderatoren.
In den Livesendungen Living Room und Home Run waren außerdem Assistenten tätig, die den Chat betreuen und Fragen sowie Reaktionen an den Moderator weiterleiten. Dazu gehörten u. a. Ivona Domazet und Daniel Jacobs. Oftmals übernahmen auch diverse Moderatoren diese Assistentenrolle.

## Rezensionen
„Die Lücke, die der Verfall des ehemaligen Musikkanals VIVA hinterlassen hat, kann der junge Sender Joiz derzeit überraschend gut ausfüllen und ein angenehmes Retro-Gefühl aufkommen lassen. […]“

„[…] Persönliche Wertung: Krass ausbaufähig.“